# Der erste Abend
Das Gedicht Première soirée (deutsch nicht ganz korrekt als „Der erste Abend“ bekannt) ist ein Gedicht des damals sechzehnjährigen Arthur Rimbaud, das 1870 mit anderen Gedichten bei einem Verleger hinterlegt wurde, in die sogenannte Sammlung der „Cahiers de Douai“ Eingang fand und auf Wunsch des Autors zu seinen Lebzeiten nicht veröffentlicht wurde. Zum ersten Mal abgedruckt wurde es am Sonntag, den 29. November 1891, 20 Tage nach Rimbauds Tod, in der Literaturzeitschrift Gil Blas.

## Première soirée
| Französisch | Deutsch |
| --- | --- |
| Elle était fort déshabillée Et de grands arbres indiscrets Aux vitres jetaient leur feuillée Malinement, tout près, tout près. Assise sur ma grande chaise, Mi-nue, elle joignait les mains. Sur le plancher frissonnaient d'aise Ses petits pieds si fins, si fins. – Je regardai, couleur de cire, Un petit rayon buissonnier Papillonner dans son sourire Et sur son sein, - mouche au rosier. – Je baisai ses fines chevilles. Elle eut un doux rire brutal Qui s'égrenait en claires trilles, Un joli rire de cristal. Les petits pieds sous la chemise Se sauvèrent : « Veux-tu finir ! » – La première audace permise, Le rire feignait de punir ! – Pauvrets palpitants sous ma lèvre, Je baisai doucement ses yeux : – Elle jeta sa tête mièvre En arrière : « Oh ! c'est encor mieux !… Monsieur, j'ai deux mots à te dire… » – Je lui jetai le reste au sein Dans un baiser, qui la fit rire D'un bon rire qui voulait bien… – Elle était fort déshabillée Et de grands arbres indiscrets Aux vitres jetaient leur feuillée Malinement, tout près, tout près. | Sie hatte nicht mehr viel am Leibe. Ein großer, frecher Baum, der hing Mit allen Blättern an der Scheibe, So nah, so nah, wie’s eben ging. Sie faltete, halb nackt, die Hände Und schmiegte sich im Sessel ein. In süßem Schauder schwang behende Ihr kleiner Fuß, so fein, so fein. – Ich sah die Zweige sich beleben Und einen kleinen Strahl vergnügt Ihr Lächeln, ihre Brust umschweben, – Ein Bienchen, das um Rosen fliegt. – Ich küßte ihre zarten Füße. Sie lachte perlend und brutal In klaren Trillern voller Süße Ein hübsches Lachen aus Kristall. Die kleinen Füße, sie entflohen Rasch unter’s Hemd: „Ich werd dir gleich …!“ – Doch konnte dieses Lachen drohen, Da mir verziehn der erste Streich? — Mit einem Kusse konnt ich finden Ihr Augenlid, das pulsend schlug: – Verschmitzt warf sie den Kopf nach hinten: „Na, jetzt ist’s aber wohl genug! … Mein Freund, ich muß dir eines sagen …“ — Ich warf den Rest in ihre Brust Mit einem Kuß, der ohne Zagen Sie lachen ließ mit guter Lust. — Sie hatte nicht mehr viel am Leibe. Ein großer, frecher Baum, der hing Mit allen Blättern an der Scheibe So nah, so nah, wie’s eben ging. |

## Geschichte
Nach einer ersten Flucht vom 29. August bis 5. September 1870 wurde Rimbaud von seinem Rhetoriklehrer Georges Izambard in Aiguerande abgeholt. Er wohnte in Douai ungefähr fünfzehn Tage bei dessen Tanten, den Damen Gindre. In der Hoffnung, veröffentlicht zu werden, hinterlegte Rimbaud am 26. oder 27. September 1870 bei dem Dichter und Verleger Paul Demeny in Douai ein erstes Bündel von losen Blättern mit fünfzehn Gedichten, darunter „première soirée“.
Rimbaud nutzte einen weiteren Aufenthalt im Oktober in Douai, um nach einer zweiten Flucht aus dem mutterdominierten Haus sieben neue Sonette an Demeny zu liefern. Er schrieb später an ihn: „Verbrenne sie, ich will es, und ich glaube, dass du meinen Willen respektieren wirst, wie den eines Toten, verbrenne all die Verse, die ich Dir während meines Aufenthalts in Douai dummerweise anvertraute.“ Demeny tat dies nicht. Fünf Gedichte von Rimbaud sind nur durch ebenjene Sammlung bekannt. Dieses Gedicht auf einem losen Blatt in dem Konvolut der sogenannten „Douai-Hefte“, das in deren publizierten Fassungen meistens als erstes abgedruckt wird, wurde zu Lebzeiten Rimbauds nicht veröffentlicht.
Demeny verkaufte die Sammlung an Rodolphe Darzens, den ersten Biographen des Dichters, der ihn nicht persönlich kannte. Sie gelangte dann in die Hände des Verlegers Léon Genonceaux, des Sammlers Pierre Dauze und die von Stefan Zweig, der sie 1914 auf einer Auktion im Hôtel Drouot kaufte und bis zu seinem Tod 1942 in Petrópolis in Brasilien aufbewahrte. Zweigs Schwiegereltern übergaben Zweigs Sammlung von Manuskripten 1985 an die British Library in London, wo sie bis heute verwahrt werden. Diese Gedichte wurden inzwischen als Faksimiles veröffentlicht.

## Form
Das Gedicht hat 8 Strophen von jeweils vier Zeilen mit Kreuzreim.
Es beginnt und endet mit zwei identischen Strophen, wobei vereinzelte minimale Varianten der Typographie (Gedankenstriche) in den verschiedenen Textausgaben dem jeweiligen Herausgeber, Drucker bzw. Korrektor geschuldet sein dürften.
Das Gedicht selbst entspricht in der Form generell noch den Regeln klassischer französischer Poesie. Das Versmaß besteht durchgehend aus Achtsilblern (octosyllabes). Allerdings gibt es Sätze, die länger sind als der Vers, was erlaubt, den typischen Versrhythmus zu brechen.

## Interpretation
Unter den Texten der Cahiers fällt auf, dass sich einige in unterschiedlichen Formen auf Frauen beziehen (Vénus Anadyomène, Les réparties de Nina, Roman).
Das Gedicht beginnt und endet mit zwei – fast – identischen Strophen: eine skurrile Landschaftssituation mit einem weiblichen Wesen; „fort déshabillée“ lässt auf ein Mädchen schließen, das sich gleichsam die Kleider vom Leibe riss, während indiskrete Bäume sich neugierig an die Fensterscheibe drängen. Gleichzeitig spielt Rimbaud hier mit der Doppeldeutigkeit des Wortes „fort“. Dieses kann „stark“, „vehement“ bedeuten, aber als Substantiv ebenso „Festung“. Hier gilt es eine Festung zu nehmen, die des Weibes, der Weiblichkeit und ihrer Reize, denen der Autor in seiner jugendlichen Hilflosigkeit mit einer Allegorie, ja, mit einer gewissen Verklemmtheit begegnet – den Bäumen. Sein Blick schweift aus dem Fenster zu Vertrautem, zum Hort des knabenhaften Spiels. Und um der deutlich erotischen Situation gewachsen zu sein, konzentriert er sich mittels der Bäume wiederum weg von dem eigentlichen Sexus und dem nun bevorstehenden Akt hin zu den Blättern der Bäume. Sie werfen ihre Blätter ab und landen bei den Füßen des Mädchens, deren Äderungen denen der Blätter gleichen, „so zart, so zart“ (si fins, si fins). Dieses unbestimmt Unsichere bleibt, wiederholt sich ewig im Umgang mit der Weiblichkeit, eine ewig wiederkehrende Schleife der Neueroberung und Kapitulation vor der plötzlich nackten Frau und ihrem Geschlecht. Die letzten vier Zeilen wiederholen die Furcht des jugendlichen Mannes. Die Frau, ein sexuell anziehendes Wesen, das beängstigt. Gleichzeitig bringt der letzte Vers ein Versprechen und eine Sehnsucht zum Ausdruck: Die erste Liebe, ein ewiger Versuch. Der Refrain soll uns klüger machen.
Rimbaud greift auch in diesem Gedicht seine Lieblingsmotive Brust, Zuflucht und der Blumen-Immondices (etwa: Blumen-Müll) auf. In dem Bild von der Brust, „Fliege zur Rose“, hat die Anspielung auf die Brust emotionalen Wert. Es ist das Kind, das der Zärtlichkeit beraubt ist, das sich symbolisch entwöhnt fühlt. Diese Brust, die ihn in den ersten Texten und besonders in diesem Gedicht fasziniert, wird dann mit den gemeinen Worten Brustwarze, Nippel zurückgewiesen. Die ungewöhnliche „Rosenfliege“ gibt dieser Blume eine Konnotation der Verwesung, die die Assimilation der Blume an das Fleisch bestätigt. Man findet auch in der Beschreibung des halbnackten Mädchens ebenso eine Allegorie des Übergangs zu den biographischen Frustrationen und Enttäuschungen des Schriftstellers (vor allem durch die Mutter). Dennoch wird der Ton sentimental, wenn er in der letzten Strophe vom Baum spricht, der als Urklang und Repräsentant der Natur sich dem tastenden Knaben und der Geliebten gleichsam aufdrängt.

## Textausgaben (Auswahl)
- Arthur Rimbaud: Poésies. Une Saison en enfer. Illuminations et autres textes. Préface de Paul Claudel. Édition établie par Pascal Pia. Paris: Gallimard 1960.
- Arthur Rimbaud: Les Cahiers de Douai (Poésies). Paris: Hatier 2018. (Collection Classiques & Cie Lycée.) ISBN 978-2-401-04717-4

## Übersetzungen
Bei allen grundsätzlichen Problemen, lyrische Gedichte in eine Fremdsprache zu übertragen, gibt es eine Reihe von Fassungen der Première soirée in deutscher, englischer und einigen anderen europäischen Sprachen, und zwar innerhalb von Teil- oder Gesamtausgaben von Rimbauds Werken oder Anthologien französischer Lyrik.
Deutsche Übersetzungen
Ab Anfang der 1890er Jahre begann man sich in Deutschland mit der Übertragung von Rimbauds Werk zu befassen.
Eine frühe deutsche Fassung der Gedichte stammt von Karl Anton Klammer, einem ehemaligen österreichischen Offizier, der Rimbaud während seines Militärdienstes in Galizien übersetzt hatte und das Buch mit einer Einleitung von Stefan Zweig unter dem Pseudonym F. K. Lammer 1907 in Leipzig veröffentlichen ließ.
Eine weitere deutsche Fassung des Gedichts erschien 1927 in Leipzig. „Das gesammelte Werk des Jean-Arthur Rimbaud in freier deutscher Nachdichtung von Paul Zech“ kam 1944 in einer stark überarbeiteten Version heraus und wurde mehrmals nachgedruckt, so z. B. 1963 bei dtv und 1990 im Argon Verlag.
Die jüngste Übertragung befindet sich in der von Michael Fisch herausgegebenen Ausgabe „Arthur Rimbaud: Poesies“, erschienen 2015 im Verlag Schiler, Berlin. Die Anordnung der Gedichte folgt weitestgehend der Chronologie der kritischen Ausgabe von Steve Murphy, erschienen bei Honoré Champion Éditeur in Paris 1999.
Englische Übersetzungen
Die Amerikanerin Louise Varese (1890–1989), die sich um die Übersetzung neuer französischer Literatur ins Englische verdient gemacht hat, hat zwar als erste Rimbaud übersetzt, allerdings nicht die Soirée première. Die erste englische Übersetzung des Gedichts erschien 1962 in der zweisprachigen Ausgabe „Rimbaud. The Poems“ mit Prosaübersetzungen von Oliver Bernard.
1966 folgte „Rimbaud: Complete Works, Selected Letters“, herausgegeben und übersetzt von Wallace Fowley, mit einer revidierten Auflage 2005.
Weitere Übersetzer des Gedichts sind Martin Sorrell (2001), Dennis J. Carlile (2001), Wyatt Mason (2003) und A. S. Kline (2003; 2008).
Von Ezra Pound stammen Nachdichtungen von insgesamt 5 Gedichten Rimbauds, darunter auch Soirée première. Abgedruckt sind sie in „The Translations of Ezra Pound“ (New York 1963).

## Aufnahmen
- Arthur Rimbaud: Première soirée. Gesprochen von Michael Mansour, auf youtube
- Arthur Rimbaud: Erster Abend. Gesprochen von Frank Streffing, auf youtube

## Rezeption in der Popmusik
Von Christophe Bourdoiseau gibt es zwei unterschiedliche Vertonungen des Gedichts auf den Alben Tant de saisons perdues (2008) und La mort du loup (2011). Die französische Fusion-Gruppe Barrio Populo beginnt ihr Album Cris d'écrits mit einer Vertonungen des Gedichts unter dem Titel Comédie en trois baisers (2017).